# W. C. Handy
William Christopher Handy (Florence, 16 de novembro de 1873 — Nova Iorque, 28 de março de 1958) foi um compositor e músico americano, considerado o "pai do Blues".

## Vida e Obra
W. C. Handy, filho de ex-escravos, saiu de casa ainda jovem, viajando de cidade em cidade tocando e dando aulas de música por onde passava.
Trabalhando em Memphis, compôs "Memphis Blues" (publicado em 1912), "The St Louis Blues" (1914) e muitas outras canções que incorporaram instrumentação do jazz com a contagem de tempo ragtime e do tango, mudou-se para Nova Iorque aonde continuou a trabalhar como compositor e arranjador para filme, rádios e produções da Broadway.
Mais tarde, em 1941, ele publicou a sua autobiografia, auto-ungindo como "Pai do blues". Conta W. C. Handy que ouviu este tipo de música pela primeira vez em 1903 quando esperava por um trem de uma estação em Tutwiler, Mississippi. Handy ouviu um músico negro tocando uma guitarra com um canivete (fazendo uma forma de slide).
Esse foi um momento crucial na história do blues, e para muitos o primeiro registro documentado. Porém, ainda o mais correto afirmar que o blues surgiu de uma forma mais ambiental e progressista do que uma única canção. Mas é certo dizer que foi W C Handy o primeiro a levar o blues para o mainstream, a tirar o som rural do interior para os grandes centros urbanos. Yellow Dog Blues foi um tema semelhante aquela canção que ouviria na estação de trem do Mississippi. W. C. Handy faleceu em 1958 em Nova Iorque depois de contrair uma pneumonia (fatal nesta idade), aos 84 anos de idade. Sepultado no Cemitério de Woodlawn.

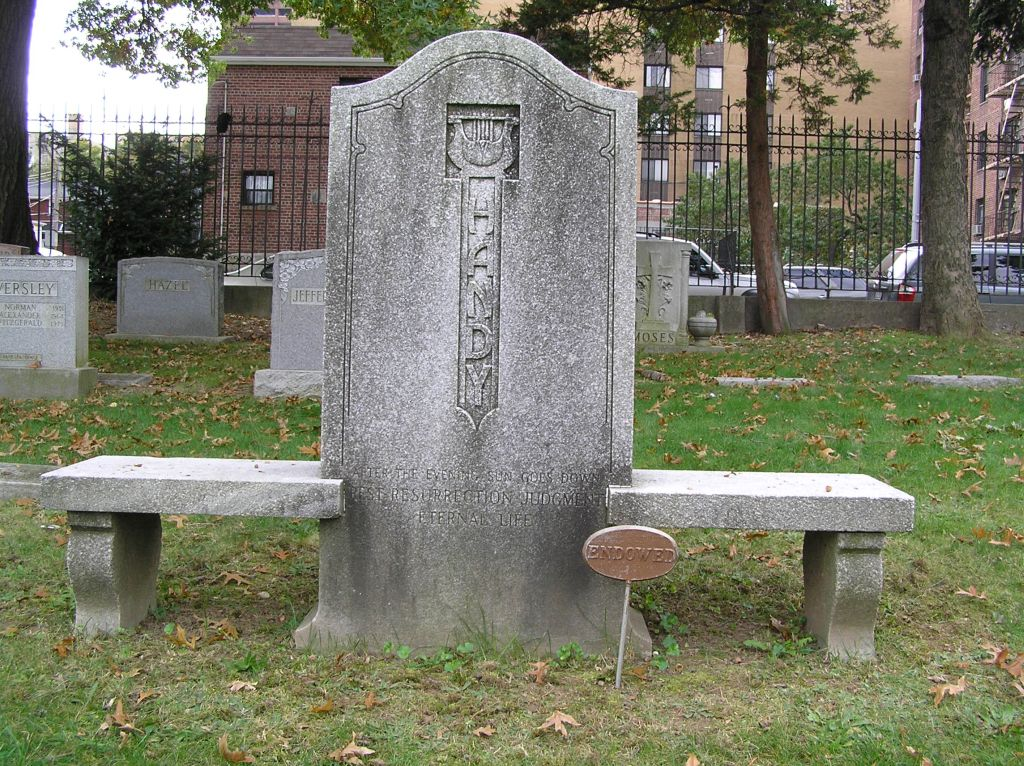
Sepultura no Cemitério de Woodlawn.

Ainda hoje W C Handy continua a brilhar nos canais da música com suas canções continuamente reinterpretada em expressões idiomática do blues, jazz, pop e música clássica. Hoje, o W C Handy Arward é um prêmio de prestígio reservado aos músicos do Blues. A visão pioneira do Handy também se revive através do anual Festival de Músicas de Handy, Alabama.